# ロバート・マーシャク
ロバート・ユージン・マーシャク（Robert Eugene Marshak、1916年10月11日 - 1992年12月23日）は、アメリカ合衆国の物理学者である。

## 生涯
ニューヨーク州ブロンクス区に生まれた。彼の両親、ハリーとローズはミンスク出身の移民だった。ニューヨーク市立大学シティカレッジに1学期だけ通った後、ピューリッツァー奨学金を受けてコロンビア大学で学習を継続した。
1939年、コーネル大学からPh.D.を取得した。論文指導教員のハンス・ベーテとともに、恒星の形成に関わる核融合の相を多く発見した。これは、第二次世界大戦中のロスアラモス国立研究所におけるマンハッタン計画での研究に役立った。
1947年のシェルター・アイランド会議で、その後に発見されたパイ中間子についての「2つの中間子仮説」(the Two-Meson Hypothesis)を提示した。
1957年、彼とE.C.ジョージ・スダルシャンは、リチャード・ファインマンとマレー・ゲルマンによって後に提示された、弱い相互作用のためのV-A（ベクトル - 軸方向ベクトル）ラグランジアンを提案した。ゲルマンはスダルシャンからこの理論を学んだことが知られている。同様に、ファインマンは会議でのマーシャクとの議論からこの理論について学んだ。「マーシャクの最も重要な科学的貢献は、彼の学生ジョージ・スダルシャンと協力して、弱い相互作用のV-A理論（自然界における第4の力）を提案したことであろう。残念なことに、この2人はイタリアでの学会の会議議事録においてのみ理論を公開した。 6ヵ月後、ファインマンとゲルマンは同じコンセプトの異なる派生物を主流の科学誌に発表した。マーシャクはファインマンと以前何度かカリフォルニアで一般的な問題について話していた。V-A理論は理論物理学にとって最も重要な貢献の1つと考えられているが、ノーベル賞は授与されなかった。」スダルシャンは2006年のテレビインタビューで、マレー・ゲルマンは非公式のコーヒータイムの間にスダルシャンからアイデアを得たとコメントした。
1956年から1970年まで、ロチェスター大学物理学科の学科長を務めた。1970年から1979年まで、ニューヨーク市立大学シティカレッジの学長を務めた。
1982年、モーリス・ゴールドハバーとともにロバート・オッペンハイマー記念賞を受賞した。
1992年、メキシコのカンクンで事故で溺れて亡くなつた。
博士課程の学生には、スダルシャンのほか、大久保進、ラビンドラ・モハパトラ、トゥーリオ・レッジェらがいる。